# 잠자는 미녀 문제
잠자는 미녀 문제는 이상적으로 합리적인 인식 에이전트가 잠에서 깨어날 때마다 이전에 깨어났는지 여부에 대한 기억이 없다는 결정 이론의 문제다. 동전을 던지면 한 두 번, 앞면이면 한 번, 뒷면이면 두 번 깨어났다는 말을 듣고 앞면이 나온 동전에 대한 믿음의 정도를 묻는다.
잠자는 미녀는 다음 실험에 자원하여 다음과 같은 세부 사항을 모두 듣게 된다. 일요일에 그녀는 잠이 들 것이다. 한두 번 실험 중 잠자는 숲속의 미녀는 잠에서 깨어나 인터뷰를 하고 깨어난 것을 잊게 하는 기억상실 유도 약물로 다시 잠들게 된다. 어떤 실험 절차를 수행할지 결정하기 위해 동전을 던진다.
- 동전이 앞면이 나오면 잠자는 숲속의 미녀가 깨어나서 월요일에만 인터뷰한다.
- 동전이 꼬리를 내리면 월요일과 화요일에 깨어나서 인터뷰를 할 것이다.

두 경우 모두 수요일에 깨어나 실험이 종료된다.
잠자는 미녀가 깨어나서 인터뷰를 할 때마다 그녀는 오늘이 며칠인지 또는 전에 깨어난 적이 있는지 알 수 없다. 인터뷰 중에 잠자는 숲속의 미녀는 "지금 동전이 앞면이 나왔다는 명제에 대한 당신의 신빙성 은 무엇입니까?"라는 질문을 받는다.

## 해결
어떤 입장은 앞면이 나올 확률이 1/3이라고 주장한다. Adam Elga는 원래 이 입장에 대해 다음과 같이 주장했다 : 잠자는 숲속의 미녀가 동전이 꼬리에 떨어졌다고 완전히 믿게 되었다고 가정해 봅시다. 매우 제한된 무차별 원리에 의해서도 동전이 뒷면에 떨어진다는 점을 감안할 때 월요일이라는 그녀의 믿음은 화요일이라는 그녀의 믿음과 같아야 한다. 즉, P(월요일 | 뒷면) = P(화요일 | 뒷면), 따라서
P(뒷면 및 화요일) = P(뒷면 및 월요일).
잠자는 숲속의 미녀가 깨어났을 때 이야기를 듣고 월요일이라고 완전히 믿게 되었다고 가정해 보면, 앞면의 객관적인 기회가 뒷면의 기회와 동일하다는 점에 따라 P(뒷면| 월요일) = P(앞면 | 월요일), 따라서
P(꼬리 및 화요일) = P(꼬리 및 월요일) = P(머리 및 월요일).
이 세 가지 결과는 하나의 시행에 대해 철저하고 배타적이기 때문에(따라서 이들의 확률을 합하면 1이 되어야 함), 각각의 확률은 인수의 이전 두 단계에 의해 1/3이 된다.

David Lewis는 Elga의 논문에 동전이 떨어진 앞면이 1/2이어야 한다는 잠자는 숲속의 미녀의 신빙성이 있어야 한다는 입장으로 응답했다. 잠자는 숲속의 미녀는 실험의 세부 사항을 들었기 때문에 실험을 통해 새로운 자체 위치를 찾을 수 없는 정보를 받지 않는다. 실험 전 그녀의 신뢰가 P(앞면) = 1/2이므로 실험 중에 깨어났을 때 새로운 관련 증거를 얻지 못했기 때문에 P(Heads) = 1/2의 신뢰를 계속 유지해야 한다. 이것은 P(뒷면 | 월요일) = 1/3 및 P(앞면 | 월요일) = 2/3을 의미하기 때문에 제3자의 전제 중 하나와 직접 모순된다.
닉 보스트롬은 잠자는 숲속의 미녀가 일요일부터 그녀의 미래에 대한 새로운 증거를 가지고 있다고 주장한다.

## 같이 보기
- 베이즈 확률론
- 종말 논법
- 몬티 홀 문제

## 참고 문헌
1. ↑  Elga, A. (2000). “Self-locating Belief and the Sleeping Beauty Problem”. 《Analysis》 60 (2): 143–147. doi:10.1093/analys/60.2.143. JSTOR 3329167.
2. ↑  Lewis, D. (2001). “Sleeping Beauty: reply to Elga” (PDF). 《Analysis》 61 (3): 171–76. doi:10.1093/analys/61.3.171. JSTOR 3329230.

## 잠자는 미녀 문제를 다룬 다른 작품들
- Arntzenius, F (2002). “Reflections on Sleeping Beauty”. 《Analysis》 62 (1): 53–62. doi:10.1093/analys/62.1.53. JSTOR 3329069.
- Bostrom, Nick (2002년 7월 12일). 《Anthropic Bias》. Routledge (UK). 195–96쪽. ISBN 978-0-415-93858-7.
- Bradley, D (2003). “Sleeping Beauty: a note on Dorr's argument for 1/3”. 《Analysis》 63 (3): 266–268. doi:10.1093/analys/63.3.266. JSTOR 3329324.
- Bruce, Colin (2004년 12월 21일). 《Schrodinger's Rabbits: Entering the Many Worlds of Quantum》. Joseph Henry Press. 193–96쪽. ISBN 978-0-309-09051-3.
- Colombo, M., Lai, J. & Crupi, V. Sleeping Beauty Goes to the Lab: The Psychology of Self-Locating Evidence. Rev.Phil.Psych. 10, 173–185 (2019). https://doi.org/10.1007/s13164-018-0381-8
- Dorr, C (2002). “Sleeping Beauty: in Defence of Elga”. 《Analysis》 62 (4): 292–296. doi:10.1093/analys/62.4.292. JSTOR 3328920.
- Elga, A. (2000). “Self-locating Belief and the Sleeping Beauty Problem”. 《Analysis》 60 (2): 143–147. doi:10.1093/analys/60.2.143. JSTOR 3329167.
- Lewis, D. (2001). “Sleeping Beauty: reply to Elga” (PDF). 《Analysis》 61 (3): 171–76. doi:10.1093/analys/61.3.171. JSTOR 3329230.
- Meacham, C. J. (2008). “Sleeping beauty and the dynamics of de se beliefs”. 《Philosophical Studies》 138 (2): 245–269. doi:10.1007/s11098-006-9036-1. JSTOR 40208872.
- Monton, B. (2002). “Sleeping Beauty and the Forgetful Bayesian”. 《Analysis》 62 (1): 47–53. doi:10.1093/analys/62.1.47. JSTOR 3329068.
- Neal, R. (2006). Puzzles of Anthropic Reasoning Resolved Using Full Non-indexical Conditioning, preprint
- Rosenthal, J.S. (2009). “A mathematical analysis of the Sleeping Beauty problem”. 《The Mathematical Intelligencer》 31 (3): 32–37. doi:10.1007/s00283-009-9060-z.
- Titelbaum, M. (2013). Quitting Certainties, 210–229, 233–237, 241–249, 250, 276–277
- Zuboff, A. (1990). “One Self: The Logic of Experience”. 《Inquiry》 33 (1): 39–68. doi:10.1080/00201749008602210.
- Wenmackers, S. (2017). “The Snow White problem”. 《Synthese》 196 (10): 4137-4153. doi:10.1007/s11229-017-1647-x.